# جاكورسو
جاكورسو (كالابريان: Jicùrzu ؛ باليونانية: Iakyrsos) هي قرية، وكومونا في مقاطعة قطنصار في بمنطقة قلورية في جنوب إيطاليا.
تشتهر القرية بإنتاج المثلجات المصنوع منزليًا.